# Siedemnasty Kneset
Siedemnasty Kneset – siedemnasta kadencja parlamentu Izraela odbywająca się w latach 2006–2009.
Wybory parlamentarne odbyły się 28 marca 2006.

## Oficjalne wyniki wyborów
|  | Partia | Głosy      | Procent    | Mandaty (zmiana) | Mandaty (zmiana) |
|  | --- | ---------- | ---------- | ---------------- | ---------------- |
|  | Kadima, (קדימה, Qādīmāh) | 690.095    | 21,8%      | 29               | +29              |
|  | Partia Pracy, (העבודה, ha-’Avōdāh) | 472.146    | 15,1%      | 20               | +1               |
|  | Szas, (ש"ס, Hit’ahdūt ha-Śfāraddīm ha-‘Ōlāmīt Shōmréy Tōrāh) | 299.130    | 9,6%       | 12               | +1               |
|  | Likud, (ליכוד, Līkkūd) | 282.070    | 9,0%       | 12               | –26              |
|  | Nasz Dom Izrael, (ישראל , Yisrā'el Béytenū) | 281.850    | 9,0%       | 11               | +8*              |
|  | Unia Narodowa-Mafdal, (האיחוד הלאומי-מפד"ל, ha-Īhūd ha-Le'ūmī-Miflāgāh Dātīt Le'ūmīt) | 223.838    | 6,9%       | 9                | –1               |
|  | Gil, (גיל / גימלאי ישראל לכנסת, Gimlā'ey Yisrā'el la-Kneset (GĪL)) | 185.790    | 5,9%       | 7                | +7               |
|  | Jahadut Ha-Tora, (יהדות התורה, Yahadūt ha-Tōrāh) | 146.958    | 4,8%       | 6                | +1               |
|  | Merec-Jachad, (מרצ-יחד) | 118.356    | 3,6%       | 5                | –1               |
|  | Ra’am-Tal-Ta’al, (רע"ם-תע"ל \ רשימה ערבית מאוחדת-התנועה הערבית להתחדשות, Reshīmāh ‘Aravīt Me'ūhedet – ha-Tnū‘āh ha-‘Aravīt le-Hithadshūt, Al-Qā'imah al-Muwahiddah al-‘Arabiyyah li-Taghyīr, القائمة الموحدة العربية لتغيير) | 94.460     | 3,1%       | 3                | +1               |
|  | Hadasz, (החזית הדמוקרטית לשלום ולשוויון / חד"ש, HaKhāzīt HaDemōcratīt LeShālōm ULeShivyon) | 85.830     | 2,8%       | 3                | +1               |
|  | Balad (ברית לאומית דמוקרטית / בל"ד, Brīt Le'ūmīt Demōcratīt) | 72.013     | 2,4%       | 3                | 0                |
|  | Ha-Jerukkim (Zieloni) (הירוקים, HaYerūqīm) | 47.595     | 1,52%      | 0                | –                |
|  | Ale Jarok (Zielony Liść) (עלה ירוק, Aleh Yārōq) | 40.353     | 1,29%      | 0                | –                |
|  | Narodowy Front Żydowski (Chajil) (חי"ל, Hāzīt Yehūdīt Le'ūmīt) | 24.824     | 0,79%      | 0                | –                |
|  | Tafinit (תפנית, Tafnīt) | 18.753     | 0,6%       | 0                | –                |
|  | Hetz (חץ, Ha-Miflāgāh ha-Hīlōnīt Tsiyyōnīt) | 10.113     | 0,33%      | 0                | –                |
|  | Szinui (שינוי, Szīnūy) | 4.675      | 0,16%      | 0                | –15              |
|  | Inne partie | 36.375     | 1,16%      | 0                | –                |
|  | Razem | 3.137.064  | 100,0%     | 120              | –                |
|  | Frekwencja | Frekwencja | Frekwencja | Frekwencja       | 63,6%            |

## Posłowie
Posłowie wybrani w wyborach:
| Partia                                  | Posłowie |
| --------------------------------------- | --- |
| Kadima                                  | Ehud Olmert, Cippi Liwni, Me’ir Szitrit, Awi Dichter, Marina Solodkin, Chajjim Ramon, Sza’ul Mofaz, Cachi Hanegbi, Awraham Hirszson, Gidon Ezra, Roni Bar-On, Dalja Icik, Ze’ew Bojm, Ja’akow Edri, Ze’ew Elkin, Madżalli Wahbi, Ruchama Awraham, Menachem Ben-Sason, Eli Aflalo, Dawid Tal, Ronit Tirosz, Otni’el Szneller, Micha’el Nudelman, Amira Dotan, Jo’el Chason, Uri’el Reichman, Szimon Peres, Szelomo Breznic, Awigdor Jicchaki |
| Partia Pracy-Meimad                     | Amir Perec, Jicchak Herzog, Ofir Pines-Paz, Awiszaj Brawerman, Juli Tamir, Ammi Ajjalon, Etan Kabel, Binjamin Ben Eli’ezer, Szelli Jachimowicz, Micha’el Melchior, Mattan Wilnaj, Colette Awital, Nadia Hilu, Szalom Simchon, Orit Noked, Joram Marciano, Raleb Madżadele, Efrajim Sneh, Dani Jatom |
| Szas                                    | Eli Jiszaj, Jicchak Kohen, Amnon Kohen, Meszullam Nahari, Ari’el Ati’as, Dawid Azulaj, Jicchak Waknin, Nissim Ze’ew, Ja’akow Margi, Emil Amsalem, Awraham Micha’eli, Szelomo Benizri |
| Likud                                   | Binjamin Netanjahu, Silwan Szalom, Mosze Kachlon, Gilad Erdan, Gidon Sa’ar, Micha’el Etan, Re’uwen Riwlin, Juwal Steinitz, Limor Liwnat, Jisra’el Kac, Natan Szaranski, Dan Nawe |
| Nasz Dom Izrael                         | Awigdor Lieberman, Jisra’el Chason, Josef Szagal, Esterina Tartman, Stas Misieżnikow, Sofa Landwer, Jicchak Aharonowicz, Robert Ilatow, Aleks Miller, Lija Szemtow, Jurij Sztern |
| Gil                                     | Rafi Etan, Ja’akow Ben Jezri, Jicchak Galanti, Jicchak Ziw, Mosze Szaroni, Sara Marom, Elhanan Glazer |
| Unia Narodowa-Narodowa Partia Religijna | Binjamin Elon, Zewulun Orlew, Cewi Hendel, Efi Ejtam, Nisan Slomianski, Jicchak Lewi, Elijjahu Gabbaj, Arje Eldad, Uri Ari’el |
| Zjednoczony Judaizm Tory                | Ja’akow Litzman, Me’ir Porusz, Mosze Gafni, Szemu’el Halpert, Ja’akow Kohen, Awraham Rawic |
| Merec-Jachad                            | Josi Belin, Chajjim Oron, Ran Kohen, Zehawa Galon, Awszalom Wilan |
| Zjednoczona Lista Arabska               | Ibrahim Sarsur, Ahmad at-Tajjibi, Taleb El-Sana, Abbas Zakur |
| Hadasz                                  | Muhammad Baraka, Hana Sweid, Dow Chenin |
| Balad                                   | Dżamal Zahalika, Wasil Taha, Azmi Biszara |

### Zmiany
Zmiany w trakcie kadencji:
| Następca                  | Poprzednik       | Partia                   | Data              |
| ------------------------- | ---------------- | ------------------------ | ----------------- |
| Szaj Chermesz             | Uri’el Reichman  | Kadima                   | 28 kwietnia 2006  |
| Chajjim Kac               | Natan Szaranski  | Likud                    | 21 listopada 2006 |
| Dawid Rotem               | Jurij Sztern     | Nasz Dom Izrael          | 16 stycznia 2007  |
| Juli-Jo’el Edelstein      | Dan Nawe         | Likud                    | 27 lutego 2007    |
| Sa’id Nafa                | Azmi Biszara     | Balad                    | 22 kwietnia 2007  |
| Jicchak Ben Jisra’el      | Szimon Peres     | Kadima                   | 13 czerwca 2007   |
| Jochanan Plesner          | Szelomo Breznic  | Kadima                   | 28 września 2007  |
| Szelomo Mola              | Awigdor Jicchaki | Kadima                   | 10 lutego 2008    |
| Mazor Bahajna             | Szelomo Benizri  | Szas                     | 27 kwietnia 2008  |
| Szachiw Szana’an          | Efrajim Sneh     | Partia Pracy             | 28 maja 2008      |
| Leon Litinecki            | Dani Jatom       | Partia Pracy             | 30 czerwca 2008   |
| Uri Maklew                | Ja’akow Kohen    | Zjednoczony Judaizm Tory | 31 lipca 2008     |
| Cewijja Greenfield        | Josi Belin       | Merec-Jachad             | 4 listopada 2008  |
| Jehoszua Menachem Pollack | Awraham Rawic    | Zjednoczony Judaizm Tory | 26 stycznia 2009  |

### Trzydziesty pierwszy rząd(2006–2009)
Trzydziesty pierwszy rząd został sformowany przez Ehuda Olmerta.